# USS Antietam (CV-36)
«Энтитем» (англ. USS Antietam (CV/CVA/CVS-36)) — американский авианосец типа «Эссекс» времён Второй мировой войны. Назван в честь Сражения при Энтитеме времён Гражданской войны в США.

## История
Авианосец вступил в строй 28 января 1945 года. В ходе Корейской войны совершил один поход к воюющим берегам: 8 сентября 1951 — 2 мая 1952. В ноябре 1951 года заходящий на посадку самолёт потерпел аварию, возник пожар, в ходе которого 6 человек погибли, 10 получили ранения, 7 самолетов сгорели. В 1952 году подвергся переоборудованию и получил экспериментальную угловую полетную палубу. Переклассифицирован в ударный авианосец, 1 октября 1952 года получил индекс CVA-36, 1 августа 1953 года был повторно переклассифицирован в противолодочный авианосец, присвоен индекс CVS-36. С 21 апреля 1957 года служил базой для самолётов Учебного центра морской авиации в Пенсаколе. В 1957—1958 годах на корабле проводились испытания прототипа первой системы автоматической посадки на авианосец AWCLS. 4 мая 1961 года поднявшийся с борта авианосца аэростат с двумя аэронавтами в открытой гондоле поднялся на рекордную высоту 34 668 метров. 11 сентября 1961 года «Энтитем» вместе с систершипом «Шангри-Ла» принял участие в ликвидации последствий урагана в Галвестоне, штат Техас. Со 2 по 6 ноября 1961 года устранял последствия урагана у побережья британского Гондураса. 8 мая 1963 года выведен в резерв, через 10 лет, 1 мая 1973 года списан, 28 февраля 1974 года продан и разделан на металл.